# Terra de Nyeboe
La Terra de Nyeboe és una península situada a la part septentrional de Groenlàndia, dins el Parc Nacional del Nord-est de Groenlàndia.
Va rebre el nom de l'enginyer Marius Nyeboe (1867-1946), president del comitè de la Cinquena Expedició de Thule de Knud Rasmussen.
Es troba al nord-est de la Terra de Hall i al sud-oest de l'illa de Hendrik, entre el fiord Saint George, el mar de Lincoln i la badia de Newman. Tota la zona és molt muntanyosa, amb cims que s'alcen fins als 1.100 msnm.
Hi ha el Firm de Dreyer.